# Елена Аргир
Елена Аргир или Аргиропулена (др.-греч. Ἑλένη Ἀργυρή/Ἀργυροπούλαινα, груз. ელენე; ум. ок. 1033) — представительница знатного византийского рода Аргиров и царица-консорт Грузии, как первая жена царя Баграта IV из династии Багратионов. Она была выдана замуж своим дядей, византийским императором Романом III Аргиром, за малолетнего царя Баграта около 1032 года. Елена умерла через год после этого, не оставив после себя потомства.

## Семья
Елена была дочерью магистра Василия Аргира и, следовательно, племянницей императора Романа III Аргира. Брак Елены с царём Грузии Багратом, которому тогда было около 14 лет, был осуществлён в рамках мирного соглашения (ок. 1032), заключенного Мариам, матерью Баграта и регентшей, во время её визита в Константинополь, что положило конец Византийско-грузинской войне 1014—1023 годов. Семья Елены была хорошо известна грузинским лидерам; вдовствующая царица Мариам была дочерью Сенекерима Арцруни, последнего правителя Васпураканского царства, который отдал свою вотчину византийскому императору Василию II Болгаробойце. Первым византийским правителем Васпуракана стал Василий Аргир, отец Елены.

## Замужество

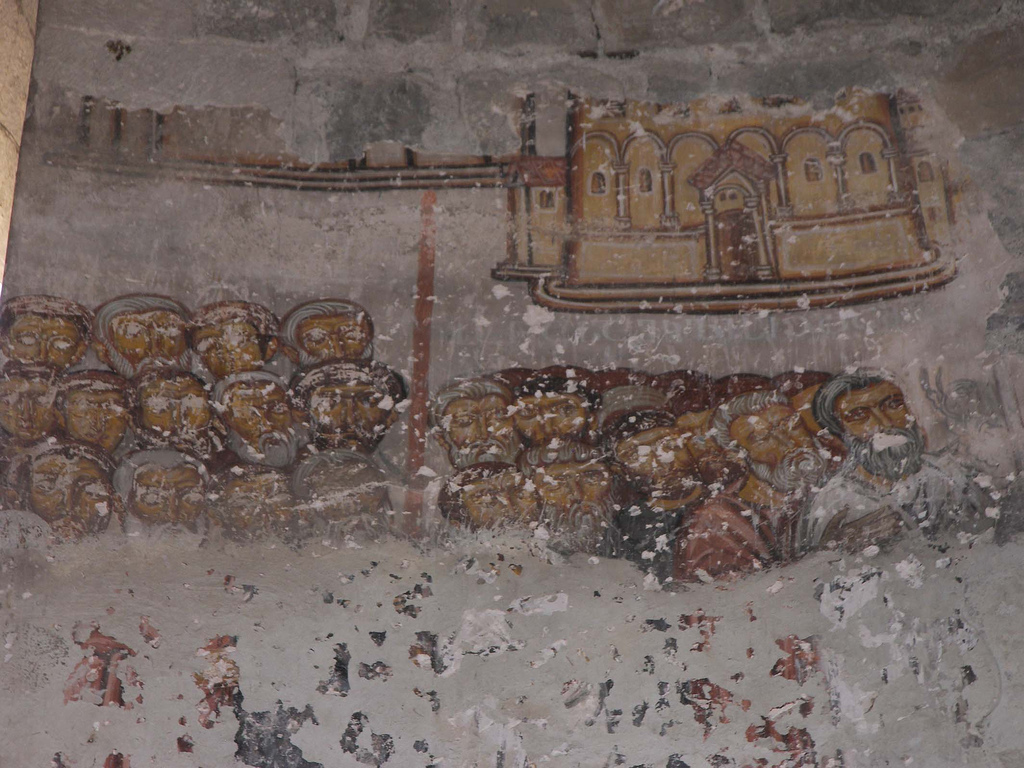
Фреска из Ошки, вероятно, изображающая свадьбу Баграта и Елены в Бане.

Мариам вернулась в Грузию с невестой и почётным византийским титулом куропалата для своего сына. Бракосочетание состоялось в Банском соборе, одном из главных царских храмов грузинских Багратионов, который также служил местом коронации Баграта IV в 1027 году. Этот брак, вероятно, служит сюжетом фрески 1036 года из монастыря Ошки, изображающей царскую церемонию в Бане.
Согласно грузинской исторической традиции, Елена привезла с собой в качестве части своего приданого «один из гвоздей Иисуса Христа, икону Окона и великое богатство». Кроме того, в Грузию с нею прибыл целый ряд византийских художников и ремесленников. Грузинская знатная семья Гарсеванишвили позже заявила о своём происхождении от певчего Елены и получила привилегию служить наследственными хранителями иконы Окона. Эта византийская икона Божией Матери из слоновой кости после насыщенной событиями истории нашла своё пристанище в Государственном музее искусств Грузии в Тбилиси в 2004 году. Елене также приписывается украшение церкви Горди в Мегрелии.
Елена умерла примерно через год после своего замужества в городе Кутаиси, не оставив после себя потомства. Все дети Баграта родились от его второго брака с аланской царевной Бореной. Смерть Елены положила конец недолгому сближению грузинских Багратионов с византийским двором, и вскоре отношения между ними вновь стали неустойчивыми.